# Kim Hee-tae
Kim Hee-tae ((김희태?); 10 luglio 1953) è un ex calciatore sudcoreano, di ruolo difensore.